# 梅森維爾 (肯塔基州)
梅森維爾（英語：Masonville）是位於美國肯塔基州戴維斯縣的一個人口普查指定地區。

## 人口
根據2020年美國人口普查的數據，梅森維爾的面積為27.00平方千米，當中陸地面積為26.82平方千米，而水域面積為0.18平方千米。當地共有人口2129人，而人口密度為每平方千米78.85人。